# Carpi (stacja kolejowa)
Carpi (włoski: Stazione di Carpi) – stacja kolejowa w Carpi, w prowincji Modena, w regionie Emilia-Romania, we Włoszech. Stacja kolejowa znajduje się na linii Werona - Mantua - Modena.
Do 1955 roku była również stacją końcową dla linii z Reggio Emilia.
Stacja jest zarządzna przez Rete Ferroviaria Italiana (RFI), kontrolowane przez Ferrovie dello Stato.

## Charakterystyka
Budynek pasażerki jest strukturą składającą się z trzech części: jednej, centralnej, na dwóch poziomach z cegły, i tylko na parterze jest otwarta dla pasażerów. Dwie boczne części są parterowe oraz również ceglane.
W kierunku Modeny znajdują się dwa budynki mieszkalne z ceglaną wieżę wodną i barem na dwóch piętrach, pomalowanymi na żółto.
Po przeciwnej stronie stacji można znaleźć magazyn, który obecnie już nie działania i jest bardzo podobna do innych magazynów do innych włoskich stacji kolejowych i jest pomalowany na żółto.
Stacja składa się z czterech torów:
- Tor 1: jest torem, który jest używany do przekazywana pierwszeństwa między pociągami lub pociągów kończących bieg.
- Tor 2: jest torem, używanym przez pociągi w obu kierunkach do Modeny i Werony.
- Tor 3: jest torem, który jest używany także do przekazywana pierwszeństwa między pociągami lub pociągów kończących bieg.
- Tor 4: jest torem, który jest sporadycznie używany do celów technicznych.